# Jantarne (obwód doniecki)
Jantarne (ukr. Янтарне) – wieś na Ukrainie, w obwodzie donieckim, w rejonie pokrowskim, w hromadzie Kurachowe. W 2001 liczyła 148 mieszkańców.